# Remscheider Straße 95

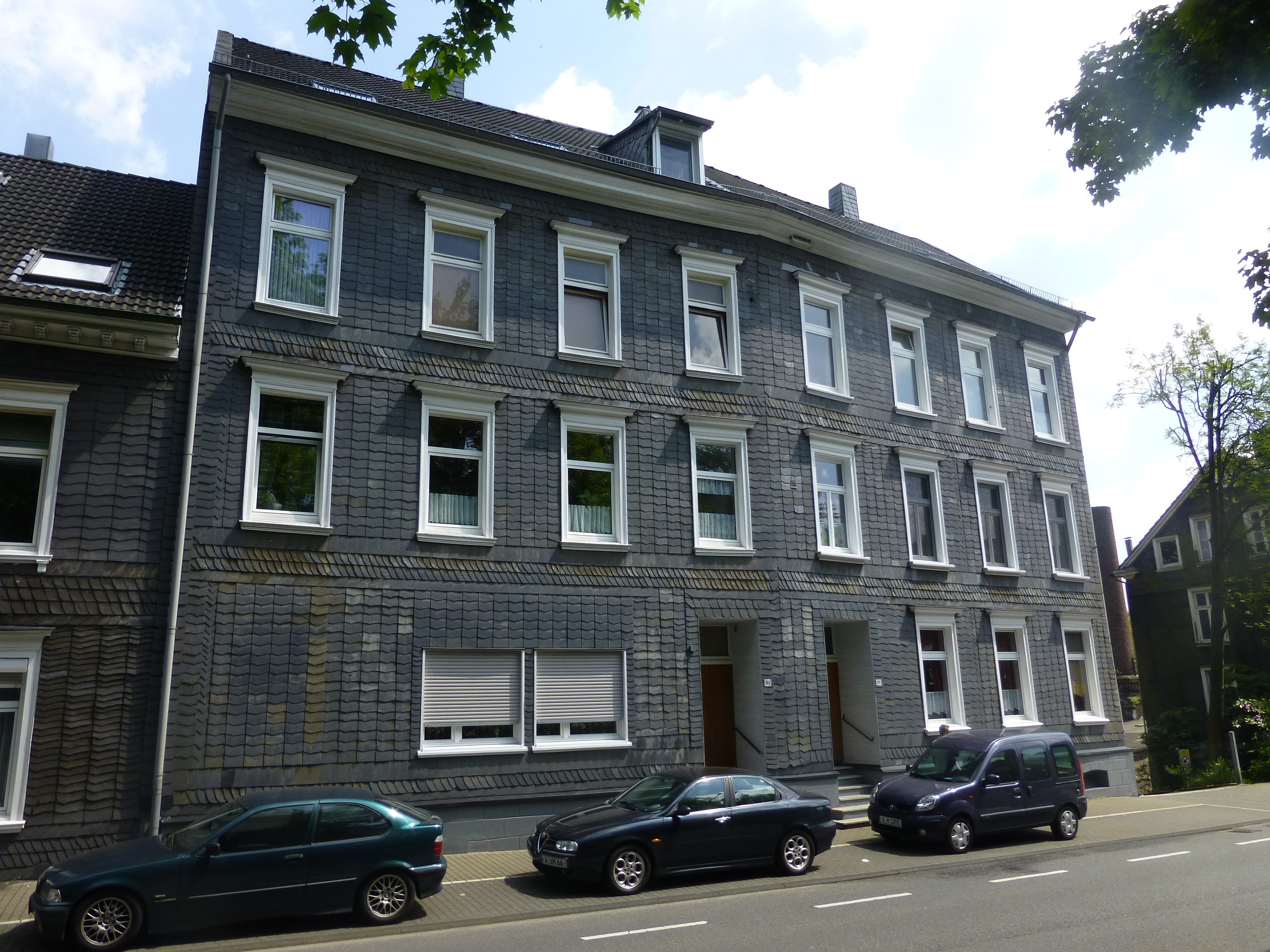
Wuppertal, Remscheider Straße 95 (Mitte), 2014

Das Haus Remscheider Straße 95 ist ein Baudenkmal in der bergischen Großstadt Wuppertal in Nordrhein-Westfalen.

## Lage und Historie
Das Gebäude steht im Ortsteil und Stadtbezirk Ronsdorf (Wohnquartier Schenkstraße) bei der Ortslage Hütte an der Remscheider Straße, der Ausfallstraße, die vom Ortszentrum Ronsdorfs nach Süden entlang des Leyerbachs über Clarenbach Richtung Remscheid führt. Weitere benachbarte Baudenkmale sind unter anderem das unmittelbar angebaute Haus Remscheider Straße 93 im Norden. Das praktisch gleichzeitig im 19. Jahrhundert errichtete Wohnhaus Remscheider Straße 97 ist unmittelbar südlich leicht abgewinkelt angebaut; beide Gebäude bilden als (fast) spiegelsymmetrisches Doppelhaus eine optische und historische Einheit. Auch die Häuser Remscheider Straße 101 und 103 (beide südlich gelegen) und nördlich im Straßenverlauf die Gebäude Remscheider Straße 64, 64a, 66, 68 und 69 stehen heute ebenfalls unter Denkmalschutz.

## Beschreibung und heutige Nutzung

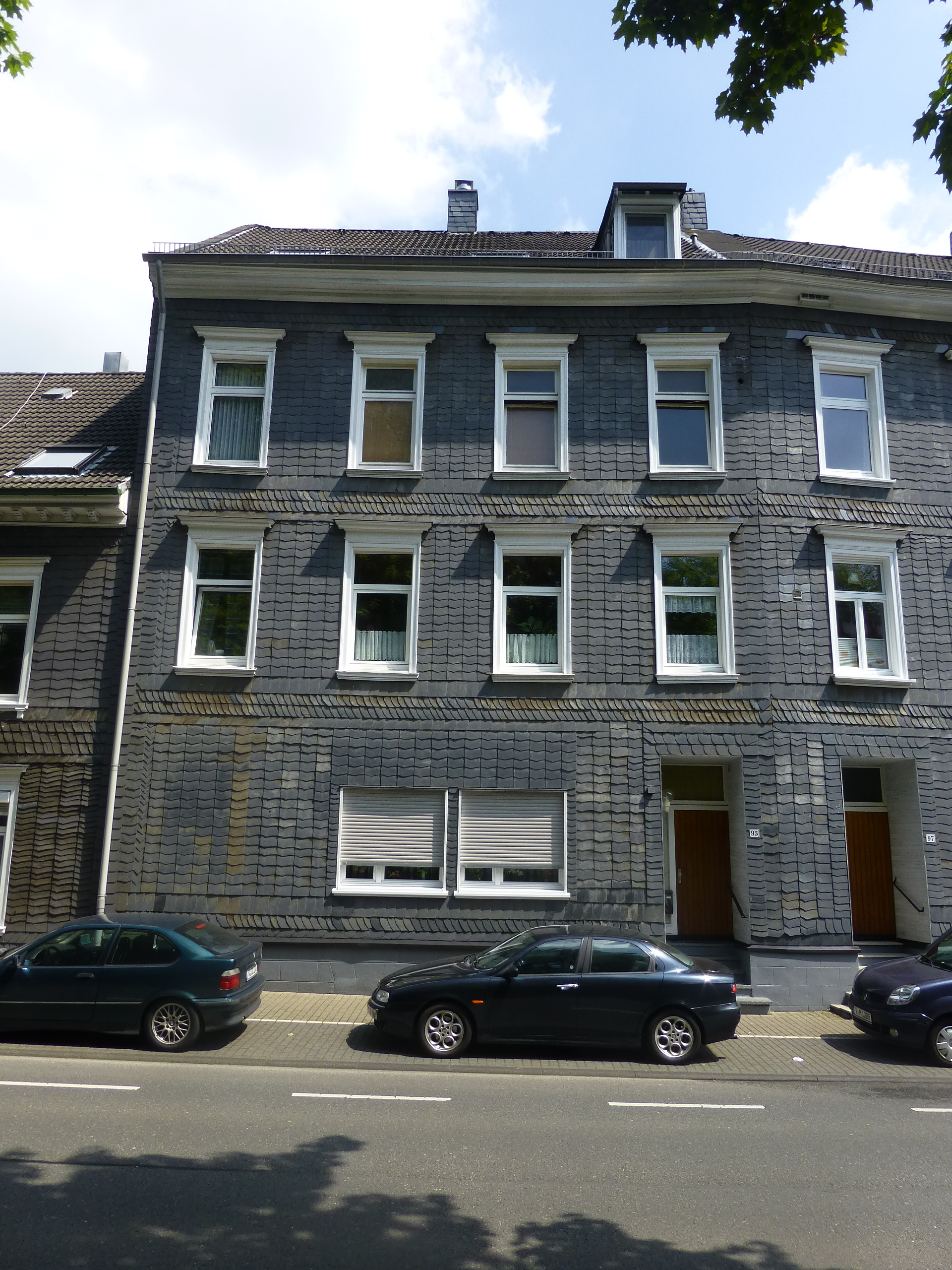
Wuppertal, Remscheider Straße 95, 2014

Das Haus wurde auf einem aus Stein errichteten Kellergeschoss, das aufgrund der Hanglage von der Hofseite her ebenerdig zugänglich ist, in Fachwerkbauweise errichtet und ist gänzlich verschiefert. Es besitzt drei Vollgeschosse und ein ausgebautes Dachgeschoss. Dieses besitzt ein traufständiges Satteldach mit je einer frontseitigen und rückseitigen Dachgaube und mehreren Dachflächenfenstern. Die Frontfassade besitzt im Erdgeschoss die Eingangstür und drei Fenster. In der ersten und zweiten Etage befinden sich jeweils vier Fensterachsen. Der rückseitig zum Hof hin ausgerichtete Anbau über zwei Etagen beherbergt Teile des Treppenhauses und die ehemals üblichen Toiletten auf halber Etage.
Das Haus befindet sich in privatem Eigentum und wird durchgehend bis heute zu Wohnzwecken genutzt.

## Denkmalschutz
Das gesamte Gebäude wurde am 5. November 1984 unter der Nummer 177 in die Denkmalliste der Stadt Wuppertal eingetragen.